# 土方久元
土方 久元（ひじかた ひさもと、1833年11月23日〈天保4年10月12日〉- 1918年〈大正7年〉11月4日）は、日本の政治家。栄典は正二位勲一等伯爵。幼名は大一郎。通称は楠左衛門。号は秦山。

## 生涯

### 志士としての活躍
天保4年（1833年）、土佐藩郷士・土方久用（200石）の長男として生まれる。安政4年（1857年）、江戸へ遊学して儒者・大橋訥庵の門に学び、尊王攘夷思想に傾倒する。
また窪田清音の高弟である兵学者・若山勿堂から山鹿流軍学を学ぶ。
帰国後、武市瑞山らが結成した土佐勤王党に参加。文久3年（1863年）以後は藩命により京都へ上り、尊攘派の牙城であった長州藩はじめ諸藩の勤王の志士と交流する。やがて過激派公家・三条実美の知遇を得、徴士学習院出仕を命ぜられたが、同年の八月十八日の政変により、長州藩と三条らは失脚し京から追放される。久元は「七卿落ち」に従い、三条や澤宣嘉らと共に長州へ下った。
幕府による第一次長州征討の際には、三条らと共に九州（福岡藩）へ渡海し、大宰府に逃れる。同じ土佐浪士の中岡慎太郎・田中光顕や坂本龍馬らとも連係し、薩長同盟の仲介に尽力。馬関における木戸孝允と西郷隆盛の会談を周旋する（ただし、連絡の行き違いにより未遂に終わる）。
七卿落ちから明治元年（1868年）にいたるまでの土方の活動は、自らの日記『回天実記』によって詳しく記されている。

### 維新後

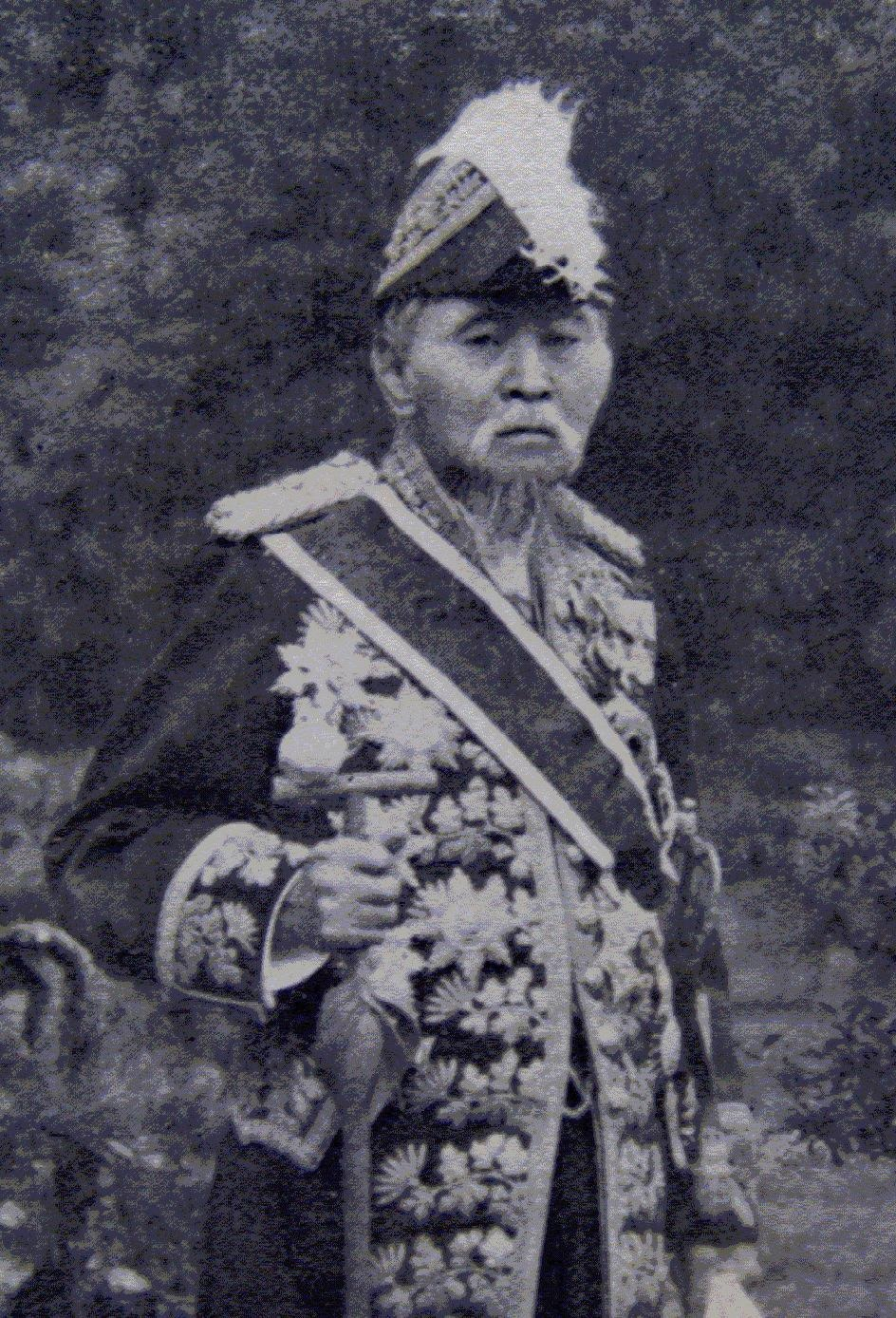
宮内高等官大礼服に勲一等旭日桐花大綬章を佩用した晩年の土方

明治維新成った後は新政府に仕え、明治元年には東京府判事、ついで鎮将府弁事に任命される。その後、宮内少輔、内務大輔、太政官内閣書記官長、侍補、宮中顧問官、元老院議官などを歴任。宮中職の履歴が多く、元田永孚や佐々木高行・吉井友実らと共に皇権伸張（天皇親政）を主唱し、宮中保守派と目せられた。天皇親政運動は実現せず明治14年（1881年）に終息するが、明治17年（1884年）には子爵に叙爵。
明治18年（1885年）の内閣制度発足に際しては第1次伊藤内閣の農商務大臣として入閣。ついで明治20年（1887年）9月、宮内大臣に転じ、以後11年に渡って職務にあたる。明治21年（1888年）には大日本帝国憲法審議のために設けられた枢密院で憲法草案を議する枢密顧問官に任命され、中正派（天皇親政派）として立憲君主制確立のため君権を制限しようとする伊藤博文らと論争した。憲法制定後は、明治22年（1889年）の嘉仁親王（後の大正天皇）立太子礼、翌明治23年（1890年）の帝国議会発足、明治27年（1894年）からの日清戦争などに際し、明治天皇を支える宮内大臣として取り仕切った。明治28年（1895年）伯爵に陞爵。明治31年（1898年）に宮内大臣を辞し田中光顕に譲った。
晩年は帝室制度調査局副総裁（後に総裁）、皇典講究所長などを経た後、教育関連の仕事に従事。聖徳講話などを行い国民の教化に尽力し、國學院大學長、東京女学館長などを務めた。また、明治天皇が崩御し大正の世となると、臨時帝室編修局総裁の職に就き『明治天皇紀』の編纂に尽力した。
大正7年（1918年）、肺炎のため薨去。享年84。墓所は染井墓地（現：染井霊園）。日記『回天実記』（新版＜幕末維新史料叢書7＞新人物往来社 昭和44年（1969年））が遺されている。

## 家族
- 父親の土方久用（1809-1890）は山内一豊の家臣[8]。
- 妹玉子は伯爵東久世通禧二男通敏の妻だったが、子供の家庭教師に雇った大学生（出歯亀事件で活躍し警視庁警視に昇進した新宿署森田警部の子）と不倫して離婚、借金が発覚し元夫から訴えられた[9]。
- 長男の土方久明（1862-1898）は軍人。土方家の小間使い・矢野と十代で子を生したが、矢野が死去。ドイツの陸軍士官学校を経てドイツ陸軍の中尉になったが、日本陸軍からの要請で28歳で帰国。陸軍大尉となり再婚もしたが、長男が生まれた3か月後に36歳で拳銃自殺。遺族によると、来日した外国皇太子の閲兵式に同僚の嘘により平服で出向いたところ他隊は皆礼服であり、平服の久明の隊は入場を止められ、その夜自殺したという[10]。後妻の愛子は子爵加藤泰秋の娘で、母方伯父に公爵西園寺公望。
  - 久明の長女・綾子（1882-1959）は前妻との子。母親の矢野は酒問屋・田中文七郎の娘で行儀見習いを兼ねて土方家の下働きに入り、18歳の久明との間に綾子を儲けたが、出産後死去[11]。綾子は17歳で田中銀之助に嫁ぐも夫には愛妾と子供まであり、綾子も松本幸四郎 (7代目)と浮名を流して26歳で離婚。土方家に戻ったが勘当され、矢野定幸の養女となり大石茂美と再婚[12][13]。
  - 久明の長男・久敬（別名与志）は後妻との子。爵位を継いだが、演出家の道へ進み新劇運動に熱中した末に社会主義にも傾倒、昭和9年（1934年）に爵位を取り上げられた。妻の梅子は子爵三島彌太郎二女で、子爵三島通庸、侯爵四条隆謌の孫。
- 養女の春子（1856-1908、売薬商・中井好馬の娘[14]）は京都祇園の元舞妓で侯爵四条隆謌の後妻。華族に嫁ぐに際し身分の調整のため久元の養女となった。隆謌は妻子があったが離縁して再婚し、長男四条隆愛と長女加根子を儲け、加根子は三島彌太郎の妻となり、その娘梅子が久元の孫土方与志の妻となった[15]。
- 甥（弟の子[16]）の土方久功は彫刻家・民俗学者となっている。

## 邸宅
- 生家は高知県高知市北秦泉寺692にある[17]。
- 小石川区林町（現・文京区千石2丁目）に洋館と和館のある邸宅があった。久元が宮内大臣時代に建てた地下1階地上2階の西洋館は日本最初の洋館と言われ、地下の倉庫は演劇をしていた孫与志の関係で模型舞台研究所に改装され、演劇関係者の隠れた社交の場でもあった[18][19]。跡地には明治26年の天皇の土方邸訪問を記念した「明治天皇行幸記念碑 旧土方久元邸」の碑が建てられている。

土方久元邸正門
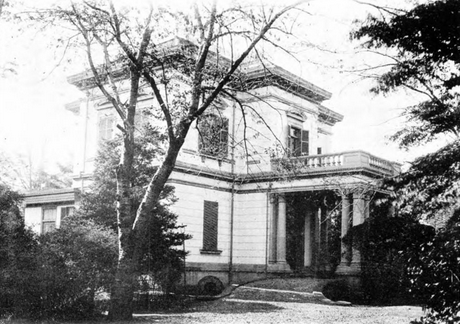
同玄関
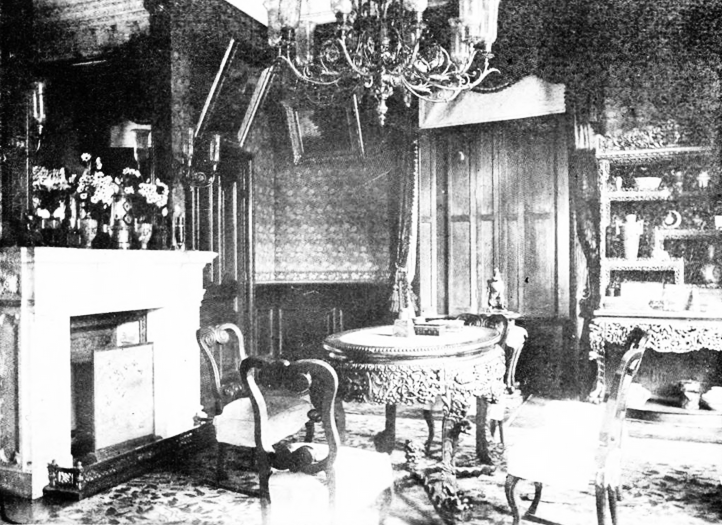
同応接室

## 栄典
位階
- 1885年（明治18年）10月1日 - 正四位[20]
- 1886年（明治19年）10月20日 - 従三位[21]
- 1896年（明治29年）10月10日 - 正二位[22]
- 1918年（大正7年）11月4日 - 従一位[23]

爵位
- 1884年（明治17年）7月17日 - 子爵[24]
- 1895年（明治28年）10月7日 - 伯爵[25]

勲章等
| 受章年                     | 略綬 | 勲章名                   | 備考 |
| -------------------------- | ---- | ------------------------ | ---- |
| 1887年（明治20年）10月25日 |      | 勲一等旭日大綬章         |      |
| 1889年（明治22年）11月25日 |      | 大日本帝国憲法発布記念章 |      |
| 1890年（明治23年）1月21日  |      | 銀製黄綬褒章             |      |
| 1903年（明治36年）7月16日  |      | 旭日桐花大綬章           |      |
| 1912年（大正元年）8月1日   |      | 韓国併合記念章           |      |
| 1915年（大正4年）11月10日  |      | 大礼記念章               |      |

外国勲章佩用允許
| 受章年                     | 国籍                             | 略綬 | 勲章名                                                                             | 備考 |
| -------------------------- | -------------------------------- | ---- | ---------------------------------------------------------------------------------- | ---- |
| 1886年（明治19年）10月18日 | イタリア王国                     |      | サンモーリスエラザル勲章グランドオフィシャル                                       |      |
| 1886年（明治19年）10月18日 | オーストリア＝ハンガリー帝国     |      | ダスコムトウルクロイツミツトデムステルコアルレルヘヒスティーレフランツジョゼフ勲章 |      |
| 1886年（明治19年）10月18日 | スウェーデン＝ノルウェー連合王国 |      | 北極星第一等勲章                                                                   |      |
| 1886年（明治19年）10月18日 | デンマーク王国                   |      | ダコブログ勲章コマンドル・プレミエルクラス                                         |      |
| 1891年（明治24年）5月7日   | シャム王国                       |      | 王冠第一等勲章                                                                     |      |
| 1891年（明治24年）6月1日   | オスマン帝国                     |      | 美治慈恵第一等勲章                                                                 |      |
| 1892年（明治25年）7月26日  | ハワイ王国                       |      | カラカワ第一等勲章                                                                 |      |
| 1895年（明治28年）10月14日 | セルビア王国                     |      | 十字第一等勲章                                                                     |      |

## 著作

### 単著
- 『欧米游草』1888年。全国書誌番号:53014001。
- 『回天実記』 上下巻、東京通信社、1900年5月。 NCID BA34370241。全国書誌番号:40013696 全国書誌番号:42030524。
- 安原清輔・佐伯常麿 編『天皇及偉人を祀れる神社』帝国書院、1912年11月。 NCID BN0991655X。全国書誌番号:43017381。
- 『明治天皇聖徳録』実業之日本社、1913年2月。 NCID BN11998364。全国書誌番号:43018395。
- 『明治のみかど』田村虎蔵・益山鎌吾作曲、天香堂、1913年6月。 NCID BA76299777。全国書誌番号:42004354。
- 『秦山遺稿』 上下巻、股野琢閲、片岡哲輯、佐藤寛・喜多貞校、土方久敬、1919年11月。 NCID BN1591111X。全国書誌番号:43041951。
- 齋藤伸郎 編『土方久元日記 明治十四年』私家版書籍、2017年7月。ISBN 9784909255006。全国書誌番号:22936356。

### 共著
- 土方久元、伊東祐亨『日本国民訓』鐘美堂書店、1913年7月。 NCID BA36974127。全国書誌番号:43044533 全国書誌番号:43045543。